# City of London School
La Escuela de Londres (en inglés: City of London School for Boys) es un colegio independiente para muchachos en las orillas del río Támesis en Londres, Inglaterra. Está unida con la Escuela de Londres para Muchachas, un colegio en el Barbican Centre, y con la coeducacional Escuela de Londres de Freemen. Acepta estudiantes entre 10 y 18 años, aunque la mitad de los estudiantes entran cuando tienen 11 años.

## Historia
La Escuela de Londres se originó en un legado de un terreno por John Carpenter, the younger en 1442 para la educación y mantenimiento de cuatro muchachos pobres. 
Durante los siglos siguientes, el valor del legado superó por mucho los costos de la educación de esos muchachos, y para usar el legado mejor, la Escuela de Londres fue establecida por un decreto del Parlamento en 1834. Siempre ha estado bajo de la gobernación de la Corporación de Londres y el alcalde.

### Establecimiento en Milk Street
La sede original se construyó en Milk Street (la Calle de Leche), cerca de Cheapside, sobre el mercado antiguo de Honey Lane (Calle de la Miel), en 1835. En su momento, fue notable por tres razones:
- En un tiempo cuando la mitad de colegios públicos tenía un énfasis en el anglicanismo, la Escuela de Londres no discriminaba por motivos religiosos; incluía muchos estudiantes de otros religiones, como judaísmo.

- A diferencia de otras escuelas independientes, era un externado, aunque al principio había algunos internos.

- La más importante, apoyó un sistema de educación práctico y progresivo que fue muy avanzado para su tiempo. Fue la primera escuela en Inglaterra en incluir las ciencias en el programa de estudios y los experimentos científicos en su enseñanza. Fue también la primera escuela que enseñó literatura inglesa (y no sólo las clásicos). También ofreció una educación de negocios. Pero todo esto no degradó el nivel de las asignaturas tradicionales que impartían las otras escuelas independientes, y la Escuela de Londres mandó muchos estudiantes a Oxford y Cambridge durante el siglo XIX. Esos estudiantes incluyeron el matemático Edwin Abbott, el escritor del libro Flatland, y el sabio de clásicos H. H. Asquith, que después llegó a primer ministro del Reino Unido.[1]

### La Mudanza a Blackfriars
Cuando creció mucho, se mudó a Blackfriars en el Embankment en 1879. El edificio fue construido por John Mowlem & Co. por más de £100,000. Delante se alzan estatuas de Shakespeare, Milton, Bacon, Newton, y Thomas More. Actualmente el edificio está ocupado por el banco JPMorgan.
El edificio en Victoria Embankment fue la sede de la Escuela de Londres durante los próximos cien aňos, aunque creció hasta incluir muchos edificios en la Calle de John Carpenter y otros en la Calle Tudor. Todos excepto el original fueron destruidos cuando la Escuela se trasladó en 1986.

### Lugar Actual
En 1986, la Escuela de Londres se mudó al lugar actual en la Calle de la Reina Victoria Camila. Está al lado del Millennium Bridge. Es un edificio moderno, aunque conserva un poco del vidrio con dibujos coloreados y unas estatuas del edificio anterior en Embankment.

## Directores
- 1837-1840: J. A. Giles
- 1840-1865: Rev. Dr. G. F. Mortimer
- 1865-1889: Edwin Abbott Abbott
- 1889-1905: Arthur Pollard
- 1905–1929: Rev. Dr. Arthur Chilton
- 1929–1950: F. R. Dale
- 1950–1965: Dr. Arthur Willoughby Barton
- 1965–1984: James Ashley Boyes
- 1984–1990: Martin Hammond
- 1990–1995: Bryan G. Bass
- 1995–1998: Roger J. Dancey
- 1998–1999: David J. Grossel (interino)
- 1999–2014: David R. Levin
- 2014-2018: Sarah Fletcher
- 2018-actualidad: Alan Bird